# Codes OTAN des grades des officiers des armées de l'air
Les codes OTAN des grades des officiers des armées de l'air définissent des équivalences de grades entre les rangs d’officiers des armées de l'air nationales membres de l'Organisation du traité de l'Atlantique nord.
Ces codes OTAN relatifs aux grades d'officiers sont composés de deux lettres en majuscule (OF pour OFficer) suivi d’un indice numérique compris entre 1 et 10. 

## Codes pour les officiers (OF  1-10)
|  |  |

|  |  |  |

| Stabshauptmann / Hauptmann |

| Oberfähnrich | Fähnrich | Fahnenjunker |

|  |  |

|  |  |

| primo capitao | capitano |